# Mesiale temporale Sklerose
Die mesiale temporale Sklerose, auch als Hippokampussklerose oder Ammonshornsklerose bezeichnet, ist der häufigste neuropathologische Befund bei der therapierefraktären Temporallappenepilepsie.
Sie wurde erstmals 1825/26 von den beiden französischen Psychiatern Camille G. Bouchet und Jean Baptiste Cazauvieilh mit bloßem Auge erkannt, später u. a. 1868 von dem deutsch-österreichischen Neurologen und Psychiater Theodor Meynert und 1880 von dem deutschen Psychiater Wilhelm Sommer genauer beschrieben. 
Histologisch ist die mesiale temporale Sklerose durch Nervenzellausfälle im Bereich der Hippokampusformation charakterisiert, nach deren Verteilungsmuster sich vier verschiedene Typen abgrenzen lassen. Während die klassische Form der Hippokampussklerose (Typ1A nach Blümcke) und die schwere Hippokampussklerose (Typ 1B nach Blümcke) eine günstigere Prognose aufweisen, kann bei einem atypischen Verteilungsmuster mit Nervenzellausfällen im Bereich der CA2, CA3 und CA4-Region (Endblattsklerose, Blümcke Typ 3) nach epilepsiechirurgischen Eingriffen seltener Anfallsfreiheit erzielt werden.
| Typ    | Verteilungsmuster | Häufigkeit | Anfallsfreiheit (12 Monate postoperativ) |
| ------ | --- | ---------- | ---------------------------------------- |
| Typ 1A | Nervenzellausfälle im Bereich der CA1-Region, moderate Ausfälle in CA2, CA3 und CA4 (klassisches Verteilungsmuster)    | 19 %       | 72 %                                     |
| Typ 1B | Nervenzellausfälle im Bereich der CA1-Region, deutliche Ausfälle in CA2, CA3 und CA4 (schwere Hippokampussklerose)     | 53 %       | 73 %                                     |
| Typ 2  | isolierte Nervenzellausfälle im Bereich der CA1-Region, keine wesentlichen Ausfälle in CA2, CA3 und CA4 (CA1-Sklerose) | 6 %        | 67 %                                     |
| Typ 3  | Nervenzellen im Bereich der CA1-Region erhalten, Ausfälle in CA2, CA3 und CA4 (Endblattsklerose)                       | 7 %        | 29 %                                     |